# 赵砺
赵砺（10世纪—10世纪），五代及北宋官员。
后晋年间，任义成军节度使史匡翰（940年十一月上任直至942年三月去世）书记。史匡翰幕客关彻曾醉后当面骂史匡翰，称赵砺“险诐之人也，胁肩谄笑，黩货无厌，而明公待之甚厚”。
后汉隐帝乾祐二年（949年），赵砺为西京留台侍御史，七月弹劾太子太保王延、太子洗马张季凝等，自去年五月后来常请假，不称职。诏王延等以本官致仕。九月，赵砺又劾免没有赴任就职的西京留守判官时彦澄、推官姜蟾、少尹崔淑。赵砺多弹劾因病不任职的官员，宰相杨邠怒，下令这些官员都致仕。太子太师卢文纪奉命制止西京官员懈怠，令朝士不得出城制置，赵砺怀恨，意图以此归咎卢文纪，而卢文纪也因病假被弹劾以本官致仕。
后周世宗显德三年（956年），时任知杂侍御史赵砺与御史中丞杨昭俭、侍御史张纠都因审案失实被停职，都出为武胜军节度行军司马。四年（957年）五月，中书门下奏请命侍御史知杂事张湜、太子右庶子剧可久、殿中侍御史率汀、职方郎中邓守中、仓部郎中王莹、司封员外郎贾玭、时任太常博士赵砺、国子博士李光赞、大理正苏晓、太子中允王伸等十人编集新格（新法），勒成部秩（书籍），获准，张湜等人于都省集议删定，仍令大官供膳。五年（958年），翰林医官马道元告状诉称儿子被盗贼杀死在寿州界，凶犯在宿州，但宿州不予查办；四月，时任太常博士、权知宿州军州事赵砺因审案懈怠轻忽获罪被除名。同年，新法编成，共三十卷，名为《刑统》，宰相请求颁行天下，与律、疏、令、式并行。
北宋太祖乾德二年（964年）五月，时任宗正少卿赵砺因贪赃被杖刑、除籍为民。